# Округ Картер (Мисури)
Картер (енгл. Carter County) је округ у америчкој савезној држави Мисури.

## Демографија
По попису из 2010. године број становника је 6.265, што је 324 (5,5%) становника више него 2000. године.
| Група             | 2000.         | 2010.         |
| Белци             | 5.685 (95,7%) | 5.992 (95,6%) |
| Афроамериканци    | 5 (0,1%)      | 7 (0,1%)      |
| Азијати           | 6 (0,1%)      | 9 (0,1%)      |
| Хиспаноамериканци | 72 (1,2%)     | 104 (1,7%)    |
| Укупно            | 5.941         | 6.265         |